# 前940年代
| 千纪： | 前1千纪 |
| 世纪： | 前11世纪 \| 前10世纪 \| 前9世纪                                                                            |
| 年代： | 前970年代 \| 前960年代 \| 前950年代 \| 前940年代 \| 前930年代 \| 前920年代 \| 前910年代                    |
| 年份： | 前949年 \| 前948年 \| 前947年 \| 前946年 \| 前945年 \| 前944年 \| 前943年 \| 前942年 \| 前941年 \| 前940年 |

## 重要事件及趋势
- 公元前947年—周穆王逝世。
- 公元前946年—周共王登基，成为周朝天子。
- 公元前943年，埃及第二十一王朝最后一位法老Psusennes三世死亡，Shoshenq一世接替他，建立埃及第二十二王朝。